# HAT-P-68
HAT-P-68 — одиночная звезда в созвездии Близнецов на расстоянии приблизительно 659 световых лет (около 202 парсек) от Солнца. Видимая звёздная величина звезды — +13,937m. Возраст звезды определён как около 11,1 млрд лет.
Вокруг звезды обращается, как минимум, одна планета.

## Характеристики
HAT-P-68 — оранжевый карлик спектрального класса K. Масса — около 0,679 солнечной, радиус — около 0,68 солнечного, светимость — около 0,158 солнечной. Эффективная температура — около 4508 K.

## Планетная система
В 2020 году командой астрономов, работающих в рамках проекта HATNet, у звезды обнаружена планета HAT-P-68 b.